# محمد محمود المجذوب
مُحمَّد محمود المجذوب هو أُستاذ جامعي وفقيه قانوني وأكاديمي لُبناني من مواليد مدينة صيدا، وعاش طيلة حياته في بيروت. ينتسب لِأُسرة المجذوب، وهي إحدى الأُسر الصيداويَّة العريقة التي ترجع بنسبها إلى آل البيت، وتميَّزت بكثرة عُلمائها في كُلٍ من صيدا وبيروت وطرابُلس الشَّام والبقاع ودمشق وغيرها من بلاد الوطن العربي. تلقَّى تعليمه المدرسي في مدارس جمعيَّة المقاصد الخيريَّة الإسلاميَّة في صيدا، وعمل مُدرسًا فيها لاحقًا في فُروعٍ لها بِكُلٍ من صيدا وبيروت. تابع دراساته العُليا في باريس في جامعة السوربون ونال منها درجة الدكتوراة في الحقوق والعلوم السياسية بتقدير مُمتاز.
بعد عودته إلى لُبنان التحق أُستاذًا في كُليَّة الحُقوق والعُلوم السياسيَّة في الجامعة اللبنانية، كما درَّس في كُلٍ من جامعة بيروت العربية والجامعة الإسلاميَّة، وتولَّى فيما بعد عدَّة مناصب تشريفيَّة وأكاديميَّة في عدَّة جامعات ومُؤسسات لُبنانيَّة، ونظرًا لِعُلُومه وما اشتهر عنه من نظافة اليد والاستقامة والنزاهة، فقد طُرح اسمه أكثر من مرَّة لِتولَّي إحدى الوزارات كما اقتُرح اسمه عدَّة مرَّات لِتولَّي رئاسة الوزراء. وكان المجذوب يؤمن إيمانًا راسخًا بِالقوميَّة العربيَّة وبِوحدة العرب، واعتبره البعض من المُفكرين القلائل الذين الذين عرفوا معاني التلاقي بين اللُبنانيَّة والعُروبة، وفي هذا المجال قال عنه الأمين العام لاتحاد الكُتَّاب اللُبنانيين وجيه فانوس: «العميد مجذوب تولَّى مهامًا وحافظ على الأمانة وخصوصًا يوم كان عضوًا في المجلس الدُستوري فحفظ الدستور ولم ينسَ يومًا أنَّ الوطنيَّة لا تكون إلَّا بِالعُرُوبة، فآمن بها وعمل لها». كما كان من أبرز عُلماء الدراسات الصهيونيَّة في لُبنان، واعتبر أنَّ الحق العربي في فلسطين يستند على أعمق النظريَّات في القانون الدولي.
تُوفي المجذوب يوم الأحد 8 شعبان 1438هـ المُوافق فيه 15 أيَّار (مايو) 2016م عن عُمرٍ ناهز 84 سنة، وصُلِّي على جُثمانه ظهر يوم الإثنين 9 شعبان 1438هـ المُوافق فيه 16 أيَّار (مايو) 2016م في جامع الشهداء في مسقط رأسه بمدينة صيدا، ثُمَّ دُفن بِمقبرة صيدا الجديدة.

## أبرز مُؤلَّفاته
ألَّف المجذوب عدَّة كُتب قانونيَّة خِلال حياته، اختصَّ مُعظمها بالقانونين الدولي والدُستوري، ومن أبرزها:
- القانون الدُستوري والنظام السياسي في لُبنان: وأهم النُظم الدُستُوريَّة والسياسيَّة في العالم.
- القانون الدولي العام.
- التنظيم الدُولي: النظريَّة والمُنظمات العالميَّة والإقليمية والمُتخصصة.
- القضاء الدُولي الإنساني.
- القضاء الدُولي.
- الوسيط في القانون الدستوري اللبناني
- الوسيط في القانون الدولي العام
- المرشد العملي في القانون الدستوري والنظم السياسية
- المرشد العملي في التنظيم الدولي والقانون الدولي العام